# Julius Heinrich Friesen

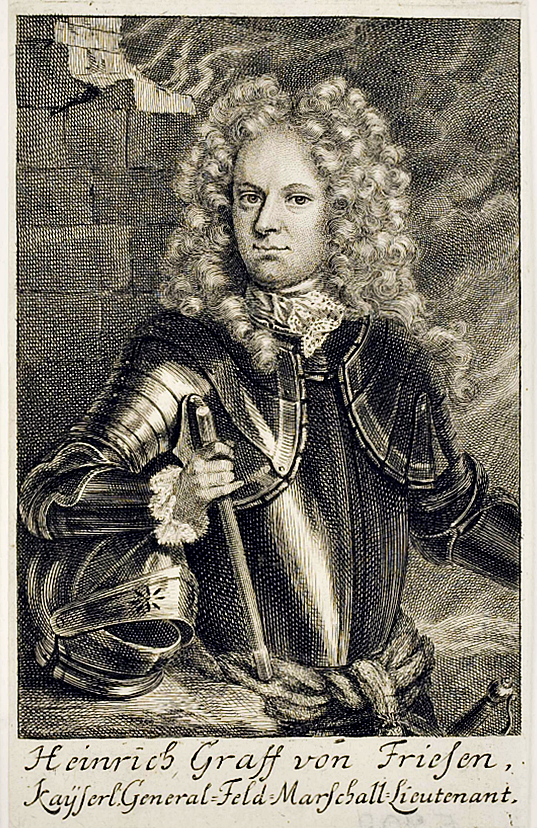
Portret marszałka autorstwa Martina Bernigeroth

Julius Heinrich, hrabia von Friesen (ur. 1657, zm. 1706) – holenderski dyplomata, generał armii austriackiej, brytyjskiej i saskiej.

## Życiorys
W roku 1695 Wilhelm III Orański wybrał go na posła na dwór Wiedeński, a w roku 1702 został przeniesiony na placówkę pruską; do Berlina. Ostatecznie nie objął żadnej z tych placówek.
Po 1702 przeszedł na służbę cesarza Leopolda I Habsburga i został austriackim gubernatorem miasta-twierdzy Landau an der Isar w 1703 roku. 5 grudnia 1703 został mianowany na stopień generała artylerii. Zmarł w 1706.